# Lo sconosciuto del lago
Lo sconosciuto del lago (L'Inconnu du lac) è un film del 2013 scritto e diretto da Alain Guiraudie.
Il film è stato presentato nella sezione Un Certain Regard della 66ª edizione del Festival di Cannes, dove ha vinto la Queer Palm e il premio per la regia Un Certain Regard a Alain Guiraudie.

## Trama
Franck trascorre la sua estate nel sud della Francia in riva ad un lago noto per gli incontri sessuali tra uomini nel bosco adiacente. Nel corso delle giornate al lago, Franck stringe un'amicizia platonica con il solitario Henri, da poco lasciato dalla moglie. Tra fugaci incontri sessuali con sconosciuti, Franck inizia la relazione fisica e passionale con il misterioso Michel, nonostante Franck abbia visto l'uomo uccidere il suo precedente amante durante un bagno nel lago. Franck è perdutamente innamorato di Michel, benché non corrisposto.
Ben presto, l'atmosfera intorno al lago si fa tesa: elicotteri della polizia sovrastano il cielo e un ispettore, recatosi sulla scena del delitto, inizia a interrogare i bagnanti cercando di avvicinarsi alla soluzione del caso; ciononostante, Franck e Michel continuano i loro incontri nel bosco. Tra le persone coinvolte nell'indagine inizia a frapporsi un velo di imbarazzo e diffidenza, un muro del silenzio che cade il pomeriggio in cui il solitario Henri, in un dialogo con Michel, lo accusa apertamente di omicidio.
Per liberarsi dello scomodo testimone, Michel non esita ad aggredirlo e a sgozzarlo. Ancora sporco di sangue, si imbatte poi nell'ispettore, per cui finisce per ammazzare anche quest'ultimo: entrambi i delitti vengono notati da Franck, che sentendosi minacciato si dà subito alla fuga. Sapendo di essere stato scoperto, Michel si mette a cercarlo e a chiamarlo; prova a rassicurarlo dicendo di non aver nessuna intenzione di fargli del male, ma Franck continua a nascondersi tra i cespugli della macchia per tutta la serata.
Una volta calata l'oscurità l'ultima scena del film mostra Franck che, seppur titubante, cambia idea e ricomincia a cercare il suo amato Michel.

## Produzione
Il film è stato girato nel settembre 2012 nei dintorni del lago di Sainte-Croix.

## Distribuzione
Il film è stato presentato in anteprima il 17 maggio 2013 al Festival di Cannes 2013 e successivamente distribuito nelle sale cinematografiche francesi il 12 giugno, a cura della Les Films du Losange. In Italia invece il film è stato distribuito nelle sale cinematografiche dal 26 settembre.

## Controversie
Durante la proiezione del film al festival di Cannes, la pellicola ha generato alcune controversie a causa della presenza di scene di sesso esplicito e nudo maschile, tra cui primi piani di membri maschili. Per questo motivo il film è stato vietato ai minori di sedici anni in Francia e ai minori di diciotto anni in Italia.

## Riconoscimenti
- 2013 - Festival di Cannes
  - Queer Palm a Alain Guiraudie
  - Premio per la regia Un Certain Regard a Alain Guiraudie
  - Candidatura Miglior film
- 2014 - Premio César
  - Migliore promessa maschile a Pierre Deladonchamps
  - Candidatura Miglior film
  - Nomination Miglior regista a Alain Guiraudie
  - Candidatura Migliore attore non protagonista a Patrick d'Assumçao
  - Candidatura Migliore sceneggiatura originale a Alain Guiraudie
  - Candidatura Migliore fotografia a Claire Mathon
  - Candidatura Miglior montaggio a Jean-Christophe Hym
  - Candidatura Miglior sonoro a Philippe Grivel e Nathalie Vidal
- 2014 - Chicago International Film Festival
  - Candidatura Premio della giuria al miglior regista a Alain Guiraudie
- 2014 - Premio Gopo
  - Candidatura Miglior film dell'Unione Europea
  - Candidatura Miglior regista straniera a Alain Guiraudie